# Pellaea andromedifolia
Pellaea andromedifolia là một loài thực vật có mạch trong họ Adiantaceae. Loài này được (Kaulf.) Fée miêu tả khoa học đầu tiên năm 1852.

## Hình ảnh

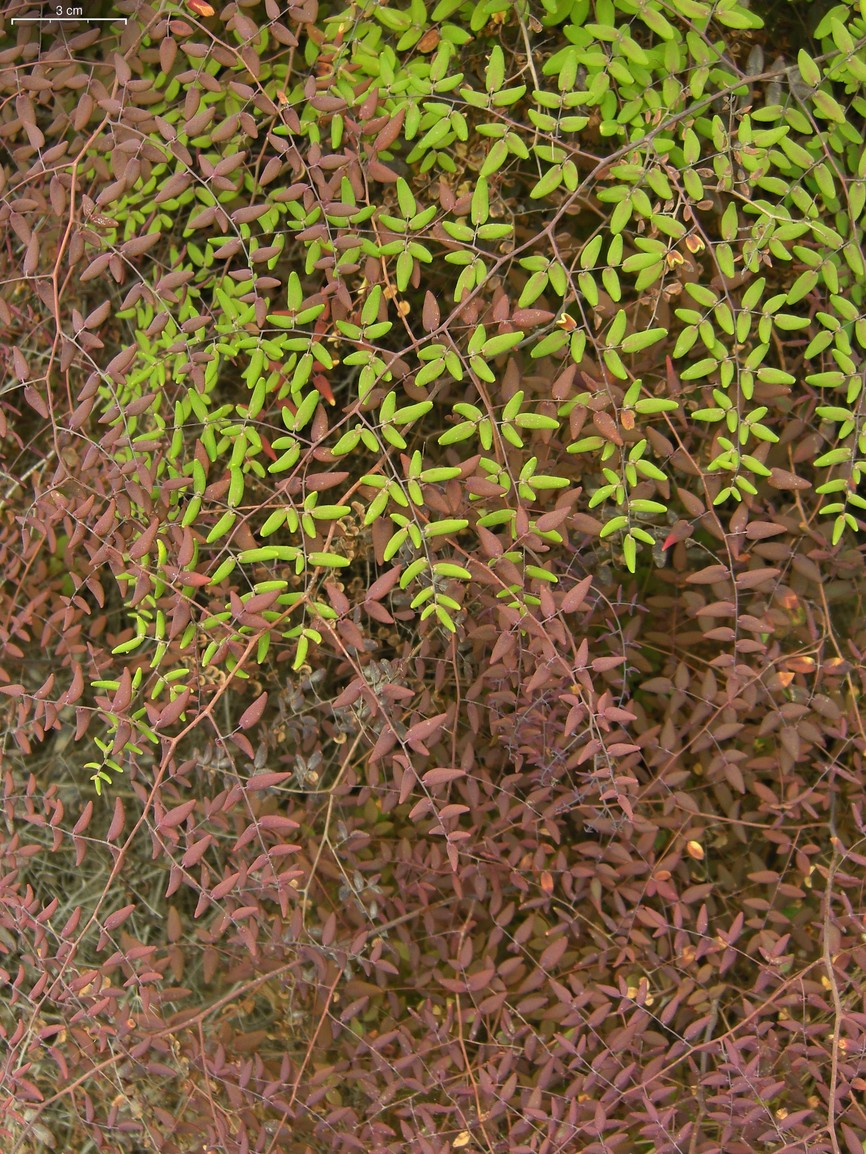
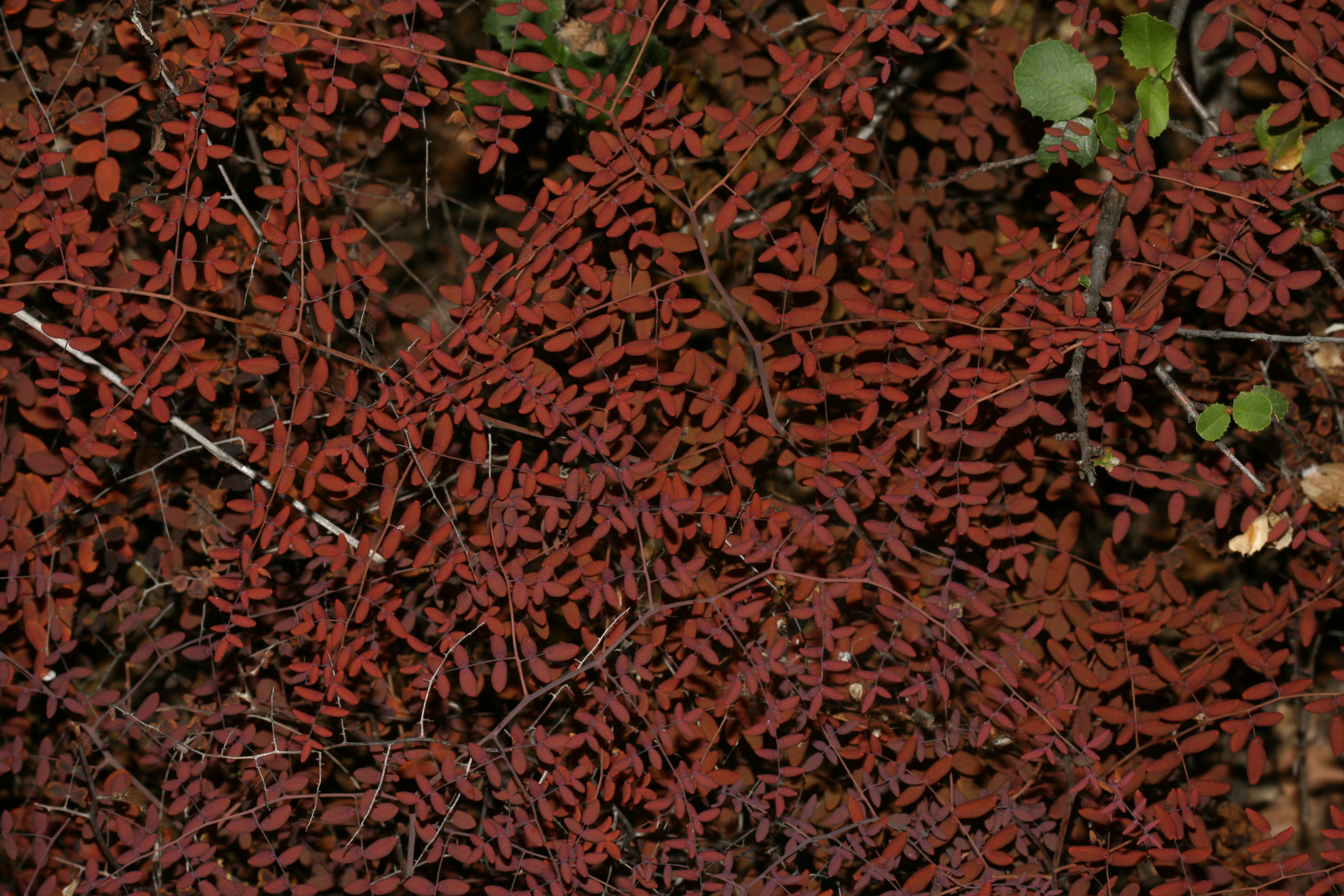
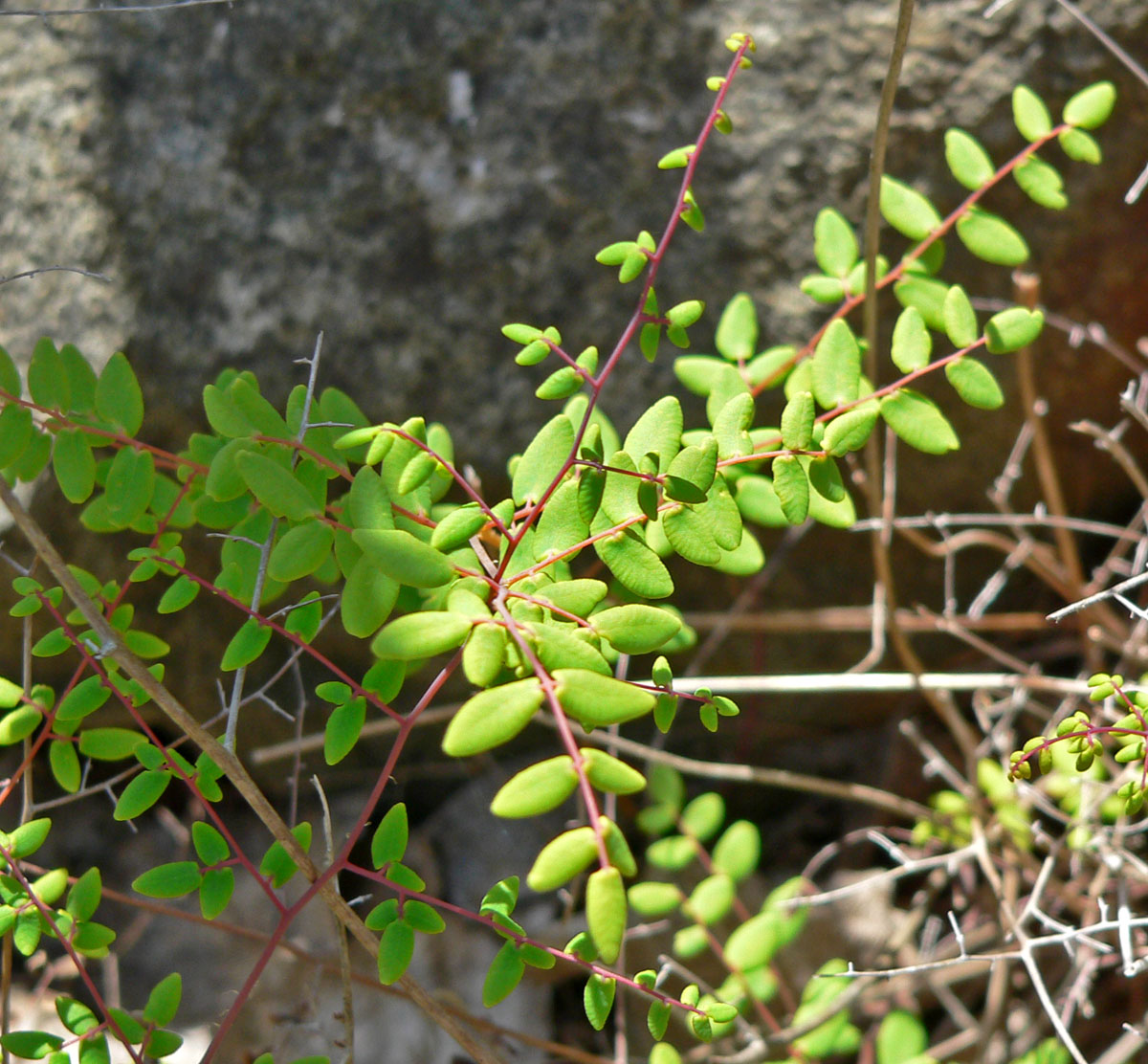